# Melchitská archieparchie baalbecká
Řecko-melchitská archieparchie Baalbek je archieparchie Melchitské řeckokatolické církve nacházející se v Libanonu.

## Území
Archieparchie zahrnuje severní část údolí Bikáa.
Arcibiskupským sídlem je město Baalbek, kde se také nachází hlavní chrám katedrála svaté Barbory.
Archieparchie zahrnuje 7 farností. K roku 2012 měla 12 eparchiálních kněží, 1 řeholního kněze, 1 trvalého diakona, 2 řeholníky a 43 řeholnic.

## Historie
Už ve 4. století existovalo na tomto území starověké sídlo Heliopolis ve Fénicii. Katoličtí biskupové jsou známí od roku 1701, kdy biskup Partenios odeslal ke Svatému stolci vyznání katolické církve. Tento dokument je uložen v archivu Kongregace pro evangelizaci národů.
Katedrála a biskupský palác byl zřízen za biskupa Germanose Mouakkada.
Dne 18. listopadu 1964 byla eparchie povýšena na archieparchii.

## Seznam biskupů a arcibiskupů
- Partenios (Haddad ?) (před 1680 – před 1722)
- Macarios (1724–?)
- Basilios Bitar, B.C. (1754–1761)
- Philippe Qussayr, B.C. (1761–1777)
- Benoit Turkmani, B.C. (1785–1808)
- Clément Moutran, B.C. (1810–1827)
- Etienne (Athanasius) Ubayd, B.C. (1827–1850)
- Elias (Meletios) Fendeh (1851–1869)
- Basilios Nasser (1869–1885)
- Germanos Mouakkad, B.S. (1887–1894)
- Agapitos Malouf, B.C. (1896 - 1922)
- Melezio Abou-Assaleh (1922–1937)
- Joseph Malouf, S.M.S.P. (1937–1968)
- Elias Zoghbi (1968–1988)
- Cyrille Salim Bustros, S.M.S.P. (1988–2004)
- Elias Rahal, S.M.S.P. (od 2004)